# 緣板鱉
緣板鱉（学名：Lissemys punctata），又名印度鱉或印度箱鱉，是南亞的一種鱉。牠們廣泛分佈但不普遍。

## 特徵
緣板鱉的殼從上面看是闊圓形的，幼鱉的殼更圓，只在後肢上較闊。殼的闊度佔全長的77-86%。殼稍微拱起，邊緣光滑，後部稍為呈喇叭形。胸甲很大，但大部份都是軟骨，佔殼的長度88-97.5%。牠們的頭部很大，吻短而頓。顎邊光滑，齒槽面闊。牠們的爪很大及重。雄鱉的陰莖很厚。尾巴非常短。

## 保育狀況
緣板鱉於1975年在孟加拉的要求下受到《瀕危野生動植物種國際貿易公約》附錄一的保護。但是被列的只是南印度箱鱉（L. p. punctata），而非北印度箱鱉（L. p. andersoni）。後來的研究發現並沒有證據顯示牠們瀕危。一些學者認為南印度箱鱉及北印度箱鱉是同一亞種，都是印度最普遍的水中鱉。後來牠們從瀕危狀況中除名，但沒有影響仍受公約保護。其被列為《瀕危野生動植物種國際貿易公約》附錄二的物種，被限制出口及貿易。

## 分佈
緣板鱉分佈在巴基斯坦、印度、斯里蘭卡、尼泊爾、孟加拉及緬甸。牠們有被引入到安達曼-尼科巴群島。
緣板鱉也有在拉賈斯坦邦的沙漠中出沒，但每年的乾旱夏天都被大量殺害。北印度箱鱉主要分佈在孟加拉、印度、尼泊爾及巴基斯坦。